# Morti nel 1636
| Questa pagina contiene informazioni ricavate automaticamente dalle voci biografiche con l'ausilio del template Bio e di un bot. L'aggiornamento è periodico e automatico e ricostruisce completamente la pagina. Se manca una persona in questa lista, sei pregato di non aggiungerla, ma accertati piuttosto che la sua voce biografica contenga il template Bio e che i dati anagrafici siano correttamente compilati. Se il template Bio manca, inseriscilo tu stesso o, in alternativa, metti l'avviso {{tmp\|Bio}} che ne segnala la mancanza. Se i dati riportati sono sbagliati, correggi direttamente la voce biografica; le modifiche saranno visibili in questa lista entro pochi giorni. Per chiarimenti vedi il progetto biografie. La lista contiene solo le 71 persone che sono citate nell'enciclopedia e per le quali è stato implementato correttamente il template Bio. Pagina aggiornata al 31 ago 2024. |

## Gennaio(7)
- 11 gennaio - Dodo zu Innhausen und Knyphausen, militare tedesco (n. 1583)
- 12 gennaio - Francesco Carletti, scrittore, viaggiatore e mercante italiano (n. 1573)
- 16 gennaio - Giuliano de' Medici, arcivescovo cattolico italiano (n. 1574)
- 19 gennaio - Marcus Gheeraerts il Giovane, pittore fiammingo
- 19 gennaio - Daniel Schwenter, matematico, inventore e poeta tedesco (n. 1585)
- 22 gennaio - Gregorio Fernández, scultore spagnolo (n. 1576)
- 26 gennaio - Jean Hotman, diplomatico francese (n. 1552)

## Febbraio(7)
- 3 febbraio - Petrus Kenicius, religioso svedese (n. 1555)
- 6 febbraio - Cesare Rinaldi, poeta italiano (n. 1559)
- 8 febbraio - Arcasio Ricci, vescovo cattolico e giurista italiano (n. 1570)
- 13 febbraio - Barbara Sofia di Brandeburgo, principessa (n. 1584)
- 21 febbraio - Al-Walid ibn Zaydan, sultano marocchino
- 22 febbraio - Santorio Santorio, medico, filosofo e fisiologo italiano (n. 1561)
- 22 febbraio - Luigi Gonzaga, nobile italiano (n. 1611)

## Marzo(4)
- 2 marzo - Angelica de' Medici,  italiano (n. 1608)
- 11 marzo - Christoph Grienberger, astronomo austriaco (n. 1561)
- 20 marzo - Juan Manuel Pérez de Guzmán, VIII duca di Medina Sidonia, nobile e generale spagnolo (n. 1579)
- 27 marzo - Helfrich Ulrich Hunnius, giurista tedesco (n. 1583)

## Aprile(5)
- 13 aprile - Giacomo Boncompagni, III duca di Sora, nobile e militare italiano (n. 1613)
- 14 aprile - Tiberio Muti, cardinale e vescovo cattolico italiano (n. 1574)
- 21 aprile - Maria van Eicken, nobildonna olandese (n. 1571)
- 23 aprile - Giovanni Alberto II di Meclemburgo-Güstrow, duca (n. 1590)
- 24 aprile - Carlo Gonzaga, religioso e nobile italiano (n. 1597)

## Maggio(1)
- 8 maggio - Itō Sukeyoshi, militare giapponese (n. 1589)

## Giugno(4)
- 9 giugno - Antoine de Paule, militare francese (n. 1551)
- 13 giugno - George Gordon, I marchese di Huntly, nobile scozzese (n. 1562)
- 14 giugno - Jean Caylar d'Anduze de Saint-Bonnet, militare e nobile francese (n. 1585)
- 27 giugno - Date Masamune, militare giapponese (n. 1567)

## Luglio(2)
- 19 luglio - Melchiorre Pirella, vescovo cattolico spagnolo
- 20 luglio - Gerasimo I di Alessandria, arcivescovo ortodosso greco (n. 1560)

## Agosto(2)
- 8 agosto - Simone Luigi di Lippe-Detmold, nobile tedesco (n. 1610)
- 31 agosto - Francesco Giovanni Gonzaga, nobile (n. 1593)

## Settembre(6)
- 7 settembre - Antonio Fermo, presbitero italiano (n. 1574)
- 8 settembre - Giovanni Giacomo Semenza, pittore italiano (n. 1583)
- 10 settembre - Mariano Smiriglio, architetto, pittore e decoratore italiano (n. 1561)
- 12 settembre - Giovanni Pietro Volpi, vescovo cattolico italiano (n. 1585)
- 17 settembre - Stefano Maderno, scultore italiano (n. 1576)
- 19 settembre - Franz Seraph von Dietrichstein, cardinale e vescovo cattolico boemo (n. 1570)

## Ottobre(1)
- 1º ottobre - Augusto I di Brunswick-Lüneburg, nobile e vescovo luterano tedesco (n. 1568)

## Dicembre(7)
- 9 dicembre - Fabian Birkowski, scrittore polacco (n. 1566)
- 9 dicembre - Giovanni da San Giovanni, pittore italiano (n. 1592)
- 11 dicembre - Francesco Colonna di Sciarra, I principe di Carbognano, nobile italiano
- 12 dicembre - Giovan Battista Aleotti, architetto italiano (n. 1546)
- 19 dicembre - Cristina di Lorena, sovrana (n. 1565)
- 19 dicembre - William Spencer, II barone Spencer di Wormleighton, nobile inglese (n. 1591)
- 25 dicembre - Lorenzo Usimbardi, politico italiano (n. 1547)

## Senza giorno specificato(25)
- Jean Boulenger, matematico e docente francese
- Benedetto Benedetti, vescovo cattolico italiano
- Azzo IV Besta, nobile (n. 1582)
- Giovanni Battista Bissoni, pittore italiano (n. 1576)
- Pietro Paolo Bonzi, pittore italiano (n. 1576)
- Cristoforo Diana, pittore italiano (n. 1553)
- Dong Qichang, pittore cinese (n. 1555)
- Pierre Belain d'Esnambuc, avventuriero, pirata e mercante francese (n. 1585)
- Sebastian Francken, pittore e incisore fiammingo (n. 1573)
- Francesco Gabrielli, attore teatrale italiano (n. 1588)
- Sigismondo Gambacorta, vescovo cattolico italiano (n. 1573)
- James Hay, I conte di Carlisle, nobile britannico
- Tommaso Luini, pittore italiano (n. 1601)
- Gregorio López de Tovar, giurista spagnolo (n. 1547)
- Johannes Messenius, storico e drammaturgo svedese (n. 1579)
- Bernardino Piccoli, arcivescovo cattolico italiano (n. 1581)
- Filippo Planzone, scultore italiano (n. 1610)
- Tomaso Pombioli, pittore italiano (n. 1579)
- Giuseppe Puglia, pittore italiano (n. 1600)
- Gabriel Sagard, missionario e etnografo francese
- Michael Sendivogius, alchimista, filosofo e diplomatico polacco (n. 1566)
- Saartje Specx, attivista olandese (n. 1617)
- Rodrigo de Vivero y Velasco, esploratore messicano (n. 1564)
- Filippo Zaniberti, pittore italiano (n. 1585)
- Bartolomeo della Nave, collezionista d'arte italiano